# Jocelyn Blanchard
Jocelyn Blanchard (ur. 25 maja 1972 w Béthune) – francuski piłkarz występujący na pozycji pomocnika.

## Kariera
Swoją karierę rozpoczynał w USL Dunkerque. Po rozegraniu w nim ponad stu występów, podpisał kontrakt z FC Metz, z którym to został m.in. finalistą Pucharu Intertoto. Po trzech latach zdecydował się podpisać kontrakt z Juventusem, w którym rozegrał 12 meczów. Rok później postanowił wrócić do Francji i związał się z RC Lens. Stał się podstawowym członkiem drużyny, której barwy reprezentował przez cztery lata. W 2003 roku przeniósł się do Austrii Wiedeń, w której również stanowi pewny punkt zespołu.

## Statystyki
| Rozgrywki  | Poziom | Kraj    | Mecze | Bramki |
| ---------- | ------ | ------- | ----- | ------ |
| Ligue 1    | I      | Francja | 235   | 12     |
| Division 2 | II     | Francja | 72    | 5      |
| Bundesliga | I      | Austria | 218   | 9      |
| Serie A    | I      | Włochy  | 12    | 0      |